# Apogon properuptus
Apogon properuptus är en fiskart som först beskrevs av Whitley, 1964.  Apogon properuptus ingår i släktet Apogon och familjen Apogonidae. Inga underarter finns listade i Catalogue of Life.